# Азад-Марзабад
Азад-Марзабад (перс. ازادمرزاباد) — село в Ірані, у дегестані Машгад-е Мікан, у Центральному бахші, шахрестані Ерак остану Марказі. За даними перепису 2006 року, його населення становило 213 осіб, що проживали у складі 63 сімей.

## Клімат
Середня річна температура становить 12,84 °C, середня максимальна – 31,93 °C, а середня мінімальна – -8,68 °C. Середня річна кількість опадів – 285 мм.
| Клімат поселення                              | Клімат поселення | Клімат поселення | Клімат поселення | Клімат поселення | Клімат поселення | Клімат поселення | Клімат поселення | Клімат поселення | Клімат поселення | Клімат поселення | Клімат поселення | Клімат поселення | Клімат поселення |
| Показник                                      | Січ.             | Лют.             | Бер.             | Квіт.            | Трав.            | Черв.            | Лип.             | Серп.            | Вер.             | Жовт.            | Лист.            | Груд.            |                  |
| Середній максимум, °C                         | 7,17             | 9,86             | 14,54            | 19,06            | 24,24            | 29,84            | 31,93            | 31,32            | 26,50            | 20,77            | 14,35            | 8,28             |                  |
| Середня температура, °C                       | −0,76            | 1,96             | 6,62             | 11,11            | 16,32            | 21,92            | 25,89            | 25,28            | 20,44            | 14,72            | 8,31             | 2,23             |                  |
| Середній мінімум, °C                          | −8,68            | −5,97            | −1,31            | 3,21             | 8,39             | 14,01            | 19,83            | 19,22            | 14,39            | 8,67             | 2,25             | −3,82            |                  |
| Норма опадів, мм                              | 41               | 40               | 51               | 34               | 27               | 3                | 1                | 1                | 0                | 12               | 30               | 45               |                  |
| Середньомісячна швидкість вітру, м/с          | 2.00             | 2.01             | 3.03             | 3.32             | 2.92             | 2.60             | 2.65             | 2.52             | 2.26             | 2.30             | 1.70             | 2.03             |                  |
| Середньомісячна сонячна радіація, кДж/м²·день | 8971             | 12517            | 14961            | 18347            | 22300            | 26798            | 25861            | 24067            | 21110            | 15598            | 10901            | 8813             |                  |
| --------------------------------------------- | ---------------- | ---------------- | ---------------- | ---------------- | ---------------- | ---------------- | ---------------- | ---------------- | ---------------- | ---------------- | ---------------- | ---------------- | ---------------- |
| Джерело:                                      |                  |                  |                  |                  |                  |                  |                  |                  |                  |                  |                  |                  |                  |